# Мильчев, Николай Николаевич
Никола́й Никола́евич Ми́льчев (укр. Микола Миколайович Мільчев; род. 3 ноября 1967, Одесса) — советский и украинский спортсмен (стендовая стрельба). Олимпийский чемпион 2000 года. Заслуженный мастер спорта Украины. Главный тренер сборной Украины по стендовой стрельбе. Председатель отделения НОК Украины в Одесской области.

## Биография
Николай Мильчев родился 3 ноября 1967 года в Одессе. Стрелковым спортом начал заниматься в 15 лет, до этого в течение 8 лет увлекался плаванием, по которому имеет первый разряд. Первым тренером был Альберт Никанорович Осипов. В 17 лет стал мастером спорта, а в 24 — мастером спорта международного класса. Окончил Одесское ГПТУ № 17, готовившее кадры плавсостава для торгового флота, но по специальности не работал.
В 1994 роду закончил факультет физического воспитания Одесского государственного педагогического института имен К. Д. Ушинского.
Николай Мильчев — первый на Украине олимпийский чемпион по стендовой стрельбе. На Олимпийских играх 2000 года в Сиднее стал чемпионом, установив мировой рекорд, показав максимально возможный результат - 150 из 150-ти (125 очков в квалификации и 25 очков в финале).
На Олимпийских играх 2016 года Мильчев занял 4-е место. В борьбе за бронзовую медаль он проиграл Абдулле Аль-Рашиди из Кувейта — 14-16. В квалификации Мильчев показал 4-й результат (122 из 125), в полуфинале - 3-й (15/16) и получил право участвовать в «бронзовом матче».

## Спортивные достижения
Олимпийский чемпион 2000 года (125/125+25/25 – мировой рекорд).
Участник Олимпийских игр 2004 (9-е место; 121/125)), 2008 (32; 109/125)), 2016 (4; 122/125+15/16+14/16) гг.
Победитель этапа Кубка мира (2009, Каир; 2016, Никосия; 2021, Каир).
Серебряный призер финала Кубка мира 2016 года.
Серебряный призер этапов Кубка мира (личный турнир – 2000, Каир; 2006, Зуль; 2010, Пекин; 2012, Туксон; 2012, Лондон; смешанная категория – 2021, Осиек, с Ириной Маловичко).
Бронзовый призер этапов Кубка мира (2009, Минск; 2010, Акапулько).
Серебряный призер чемпионата Европы 1999 (21-е участие).
Участник 14-ти чемпионатов мира (лучший результат – 4-е место, 2006, Загреб; 122/125+24/25=146/150).

## Награды
- Орден «За заслуги» I степени (2000)[2]
- Юбилейная медаль «25 лет независимости Украины»[3]
- Заслуженный работник физической культуры и спорта Украины (2019)[4]